# سكلوب (حيوان)
السكلوب أو سايكلوبي (الاسم العلمي: Cyclops) هو جنس من المفصليات يتبع الفصيلة السكلوبية من رتبة السكلوبيات.

## أنواع حيوان السكلوب
- سكلوب أرجواني
- سكلوب أزغب
- سكلوب أفريقي
- سكلوب بابوياني
- سكلوب برازيلي
- سكلوب برتقالي
- سكلوب بروسي
- سكلوب بوهيمي
- سكلوب بيضوي
- سكلوب ثلجي
- سكلوب جاوي
- سكلوب جذاب
- سكلوب جليدي
- سكلوب دموي
- سكلوب رقيق
- سكلوب ريشي
- سكلوب سمكي
- سكلوب شاطئي
- سكلوب شائع
- سكلوب صرودي
- سكلوب طويل الأشواك
- سكلوب فيتي
- سكلوب قصير الساق
- سكلوب قنابي
- سكلوب كرواتي
- سكلوب كندي
- سكلوب كولومبي
- سكلوب متباعد
- سكلوب متوسط
- سكلوب محدودب
- سكلوب مرن الساق
- سكلوب مسنن
- سكلوب مميز
- سكلوب منقاري
- سكلوب مهمل
- سكلوب مؤاخي
- سكلوب ناحل
- سكلوب ناري